# Tatiana Rizzo
Pour les articles homonymes, voir Rizzo.
Tatiana Soledad Rizzo, née le 30 décembre 1986 à San Fernando (Argentine), est une joueuse internationale argentine de volley-ball évoluant au poste de libéro.

## Biographie

### Carrière
Elle commence à jouer au volley-ball à Sociedad Unida Villa Adelina avant de rejoindre à ses 14 ans le Club Banco Nación où elle commence sa carrière professionnelle en 2003. Après huit années passées dans son club formateur, elle rejoint Boca Juniors (es) avant de signer pour le club brésilien de Rio do Sul en 2015. Après deux années en Superliga, elle fait son retour à Boca Juniors. Lors de la saison 2021-2022, elle joue pour River Plate. Elle remporte au total huit fois le Championnat d'Argentine. En 2022, elle rejoint le club français du Levallois SC, promu en Ligue A.
En novembre 2023, elle s'engage en faveur du SL Benfica, club du championnat portugais. Avec la formation de Lisbonne, elle remporte la Coupe du Portugal en mars 2024 aux côtés de sa compatriote Eugenia Nosach (es).

### Équipe nationale argentine
Avec l'équipe d'Argentine des moins de 20 ans, elle est finaliste du Championnat d'Amérique du Sud en 2004, remporté par le Brésil.

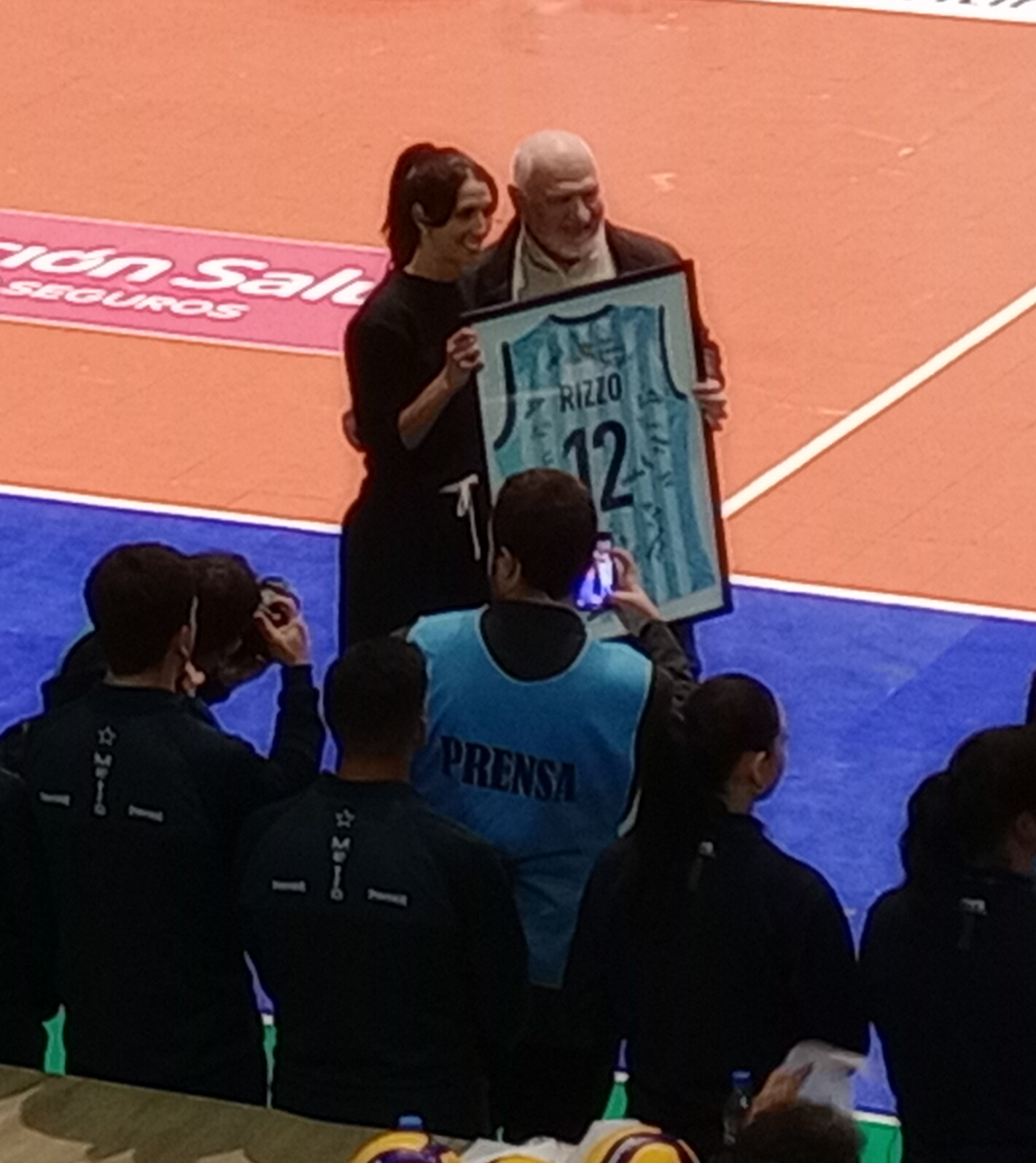
Tatiana Rizzo reçoit une reconnaissance pour l'ensemble de sa carrière des mains du président de la FeVA Juan Sardo, le 22 mai 2024 en sport à Buenos Aires (Argentine).

Elle intègre pour la première fois l'équipe d'Argentine lors de la campagne internationale 2007 où elle prend part notamment à la Coupe panaméricaine. Avec les Panthères, elle dispute les premiers tournois aux Jeux olympiques de l'histoire de la sélection, en 2016 et en 2020.
Elle participe aux Jeux panaméricains en 2019 où elle glane la médaille de bronze.
Elle fait partie de la liste des 14 joueuses retenues par le sélectionneur Hernán Ferraro (es) pour le Championnat du monde 2022 où elle endosse la double fonction de libéro et capitaine.
En avril 2024, à travers un message sur ses réseaux sociaux, elle annonce sa retraite de l'équipe nationale après plus de 20 ans de représentation du pays à l'international. Le 22 mai 2024, un hommage de la part de la Fédération argentine de volley-ball lui est rendu en avant-première d'un match amical disputé à domicile contre l'équipe de Corée du Sud.

## Clubs
- Club Banco Nación (2003–2011)
- Boca Juniors (es) (2011–2015)
- Rio do Sul (2015–2017)
- Boca Juniors (es) (2017–2021)
- River Plate (2021–2022)
- Levallois SC (2022–2023)
- SL Benfica (nov.2023–)

## Palmarès

### En sélection nationale
- Championnat d'Amérique du Sud :
  - Finaliste en 2009, 2013.
  - 3e place en 2021.

- Challenger Cup :
  - 3e place en 2019.

- Jeux panaméricains : 
  - 3e place en 2019.

- Coupe panaméricaine :
  - 3e place en 2008, 2013, 2015.

- Championnat d'Amérique du Sud des moins de 20 ans :
  - Finaliste en 2004.

### En club
- Championnat sud-américain : 
  - Finaliste en 2012.
  - 3e place en 2010, 2014.

- Championnat d'Argentine (8) :
  - Vainqueur en 2008, 2009, 2010, 2012, 2014, 2015, 2018, 2019.
  - Finaliste en 2004, 2006, 2007, 2013.

- Coupe du Portugal (1) :
  - Vainqueur en 2024.

- Supercoupe du Portugal (1) :
  - Vainqueur en 2024.

### Distinctions individuelles
- Championnat d'Amérique du Sud des moins de 20 ans 2004 — Meilleure récupératrice
 et meilleure libéro.
- Montreux Volley Masters 2017 (amical) — Meilleure récupératrice.
- Championnat d'Amérique du Sud 2021 — Meilleure libéro.